# ジェームズ・ラッシュアウト (初代準男爵)
初代準男爵サー・ジェームズ・ラッシュアウト（Sir James Rushout, 1st Baronet、1644年3月22日 – 1698年2月16日）は、イングランド王国の政治家。ウスターシャーの地主であり、その影響力により20年以上庶民院議員を務めた。王政復古期に王位排除法案に賛成票を投じ、1690年代にはコート派ホイッグ党員の1人とされた。

## 生涯
ジョン・ラッシュアウト（John Rushout、1593年ごろ – 1653年10月28日）と1人目の妻アン（商人ジョアス・ゴッズチョークの娘）の息子として、1644年3月22日に生まれた。父はフランドル出身の織工であり、1634年にイングランドの市民権を取得したが、正式に帰化したことはなかった。9歳で父を亡くしたが、兄4人が全員父に先立って死去していた。1660年12月5日にオックスフォード大学クライスト・チャーチに入学、1661年9月12日にM.A.の学位を修得した。1661年6月17日、わずか17歳で準男爵に叙された。
父がウスターシャーのイーヴシャムの近くにあるワイヤー・ピドルの荘園を購入したことでウスターシャーの選挙区への影響力を持つようになり、1661年イングランド総選挙で義兄弟にあたるエイブラハム・カレンをイーヴシャム選挙区で当選させた。1668年8月にカレンが死去すると、1669年10月に補欠選挙が行われ、ラッシュアウトは自ら出馬した。このとき、ウスターシャー統監の第7代ウィンザー男爵トマス・ヒックマン＝ウィンザーがジョン・ハンマーを支持した。ウィンザー男爵の指示を受けたイーヴシャム市長は補欠選挙の令状が届くと地方自治体（corporation）の会議を行い、選挙権を地方自治体に限定する決議を強行して可決させた。その直後に「選挙」が行われ、ハンマーが全会一致で庶民院議員に選ばれたが、ラッシュアウトは自由市民（burgess）484名の署名を集めて選挙申立を行い、庶民院で「投票が行われなかったため、選挙結果が無効である」との判決を勝ち取った。同年12月の再選挙において、イーヴシャム市長がラッシュアウトに投票しようとする者の投票権を詳しく詰問してから投票を許可したため、425票対351票でラッシュアウトが当選したところ、多くの票を無効と判定したことで226票対281票と結果が逆転した。ラッシュアウトは再び選挙申立を用意したが、もう1人の議員ウィリアム・サンズが死去したため、1670年2月の補欠選挙に無投票で当選する形で選挙申立が不要となった。その後、1679年3月、1679年10月、1681年の総選挙にも当選した。
騎士議会（1661年 – 1679年）、第一次排斥議会（1679年）ではあまり活動的ではなかったが、後者では王位排除法案に賛成票を投じた。第二次排斥議会（1680年）では議会活動がまったく見られず、第三次排斥議会（1681年）では選挙委員会の議員を務めた。
1683年にノージック・パークの地所を購入したが、1685年イングランド総選挙では議席を得られなかった。1688年に審査法とカトリック刑罰法への態度を明らかにせず、名誉革命の後、1689年イングランド総選挙でウスターシャー選挙区から出馬して当選したことで、庶民院議員に返り咲いた。
1690年イングランド総選挙でイーヴシャムから出馬した。このとき、イーヴシャムの現職議員は2名ともにトーリー党所属であり、再選を目指した。ラッシュアウトはホイッグ党候補として出馬し、選挙戦になると思われたが、投票が始まる1週間前に現職議員が撤退したため、ラッシュアウトは無投票で当選した。1695年イングランド総選挙では選挙戦があったが、主に2議席目を争う選挙であり、ラッシュアウトは難なく再選した。
1690年代のラッシュアウトは議会でコート派ホイッグ党員として行動したが、健康の悪化により登院できないことも多く、1690年11月よりバースに6週間滞在し、1692年12月、1695年3月、1696年3月にも休養に入った。1693年にウスターシャー出身のジョン・サマーズが国璽尚書に就任したことを喜び、1695年の総選挙ではラッシュアウトがサマーズの意見を諮った。
1696年に暖かい気候の地域で健康を改善すべく、海外の外交職への就任を目指したが、この年は任命されず、議会で第3代準男爵サー・ジョン・フェニックの私権剥奪に賛成票を投じたことが記録された程度だった。1697年初にも再び就任を目指し、同年4月に在オスマン帝国イギリス大使に任命された。1698年1月にレヴァント会社との合意で大使を5年間務めることになったが、出国できないまま1698年2月16日に死去、ブロックリーの教会に埋葬された。息子ジェームズが準男爵位やウスターシャー、エセックス、グロスタシャー、ケント、ミドルセックス州の地所を継承した。

## 家族
1670年ごろ、アリス・ピット（Alice Pitt、1698年没、エドマンド・ピットの娘、庶民院議員エドマンド・パーマーの未亡人）と結婚、5男4女をもうけた。
- ウィリアム（1670年10月9日 – ?） - 早世[9]
- アリス（1672年5月25日[9] – ?） - 1694年10月14日、エドウィン・サンズ（英語版）と結婚、子供あり[10]
- キャサリン（1676年4月16日[9] – 1702年） - サミュエル・ピッツ（英語版）と結婚して、1女をもうけた[11]
- ジェームズ（1676年? – 1705年12月11日） - 第2代準男爵[12]
- ウィリアム（1679年1月1日 – ?） - 早世[9]
- ジェーン（1682年2月21日[9] – ?）
- エリザベス（1683年2月20日 – 1750年1月15日） - 1713年、初代準男爵サー・ジョージ・ソロルド（英語版）（1722年10月29日没）と結婚[13]。1726年7月3日、第4代ノーサンプトン伯爵ジョージ・コンプトンと再婚[14]
- ジョン（英語版）（1685年2月6日 – 1775年2月2日） - 第4代準男爵[15]
- ジョージ - 早世[16]